# Noah Bennet
Noah Bennet egy kitalált szereplő a Hősök (Heroes) című televíziósorozatban, akit Jack Coleman alakít. Leggyakrabban a vezetéknevén hivatkoznak rá, de aki nem tudja a nevét, a „szarukeretes szemüvegű” (Horn-rimmed Glasses) férfiként emlegeti. Texasban, Odessában él feleségével, örökbefogadott lányával, Claire-rel és fiával, Lyle-lal.
A karakterét megformáló Jack Coleman eredetileg csak visszatérő szereplő volt, de a 11. résztől az első évad 12. főszereplőjévé lépett elő.
|  | Alább a cselekmény részletei következnek! |

Bennet civil életében a Primatech Papírgyár alkalmazottja, valójában azonban kollégáival a különleges képességű emberek után nyomoz. Később azonban a fogadott lányához fűződő szoros kapcsolata miatt menekülni kényszerül és nincs más választása, mint hogy a társaság leállításáért dolgozzon.

## Alternatív jövő
A robbanás utáni öt évben Mr. Bennett Hana Gitelmannel az oldalán titokban segít a különleges képességűeknek abban, hogy a szigorú szabályok ellenére is rejtve maradhassanak a világ előtt. A segítségüket kérő személyekről megállapítják, hogy különlegesek-e vagy sem. Ha igen, akkor gondoskodik arról, hogy az ilyen képességekkel rendelkezők abban a pillanatban új személyazonossággal, teljesen új életet kezdhessenek, mivoltuk rejtve maradhasson. Annak érdekében, hogy az inkognitójuk később se kerüljön veszélybe, megfelelő mennyiséggel látja el őket egy olyan anyagból, ami hivatalos ellenőrzés esetén az eredményt kedvezően befolyásolja.